# Friedrichsfelde (stacja metra)
Friedrichsfelde – stacja metra w Berlinie, w dzielnicy Friedrichsfelde, w okręgu administracyjnym Marzahn-Hellersdorf na linii U5. Stacja została otwarta w 1930.